# Methantellurol
Methantellurol ist eine organische Verbindung aus der Gruppe der Organotellurverbindungen beziehungsweise Tellurole.

## Herstellung
Methantellurol kann durch Reduktion von Dimethylditellurid unter Inertgas gebildet werden. Als Reduktionsmittel eignet sich Natrium in flüssigem Ammoniak. Anschließend wird Schwefelsäure zugegeben und das Produkt abdestilliert.

## Eigenschaften
Methantellurol ist nur bei niedrigen Temperaturen stabil, bei Raumtemperatur zersetzt es sich unter Freisetzung von elementarem Tellur. Daneben ist auch die Oxidation zu Dimethylditellurid unter Freisetzung von Wasserstoff möglich. Es tritt als gelbliche Flüssigkeit auf, wobei die Farbe vermutlich durch Verunreinigungen mit Dimethylditellurid zustande kommt.

## Externe Links zu erwähnten Verbindungen
1. ↑  Externe Identifikatoren von bzw. Datenbank-Links zu Dimethylditellurid:  CAS-Nr.: 20334-43-4, EG-Nr.: 243-741-7, ECHA-InfoCard: 100.039.749, PubChem: 88493, ChemSpider: 79844, Wikidata: Q27137076.